# Groß Kapermoor
Groß Kapermoor war ein Wohnplatz im Ortsteil Gollensdorf der Gemeinde Zehrental im Landkreis Stendal in Sachsen-Anhalt.

## Geografie
Der Wohnplatz Groß Kapermoor lag zwei Kilometer westlich von Gollensdorf und einen Kilometer von Landesgrenze zu Niedersachsen entfernt. Nördlich lag das namensgebende Kapermoor.

## Geschichte

### 18. bis 21. Jahrhundert
Im Jahre 1705 wurde eine Schäferei des Thomas von Jagow erwähnt. Die erste Erwähnung einer Pachtschäferei Capermohr stammt aus dem Jahre 1711 und findet sich in Akten des Brandenburgischen Landeshauptarchivs. 1725 wird Capermohr genannt. 1745 wurden zwei Schäfereien genannt. Eine davon war die Aulosische Capermohr im Besitz der von Jagow zu Aulosen, die andere war das spätere Klein Kapermoor. Beide Schäfereien waren verpachtet. Erst 1775 erscheint der Name Groß Capermohr. 1804 wird das Vorwerk Groß Kapermoor nebst Schäferei und einem Büdner aufgeführt. 1842 heißt es, dass Groß Kapermoor den Jagow zu Aulosen gehört.
Noch im Jahre 2003 ist der Wohnplatz auf der Top50 verzeichnet. Heute ist der Ort nicht mehr besiedelt und nicht auf Karten beschriftet.

### Eingemeindungen
Am 17. Oktober 1928 wurden die Forstbezirke Groß Kapermoor und Hackenheide aus dem Gutsbezirk Groß Aulosen aus dem Landkreis Osterburg mit der Landgemeinde Gollensdorf vereinigt.

### Einwohnerentwicklung
| Jahr | Einwohner |
| ---- | --------- |
| 1774 | 24        |
| 1789 | 13        |
| 1798 | 11        |
| 1801 | 08        |
| 1818 | 16        |

| Jahr | Einwohner |
| ---- | --------- |
| 1840 | 19        |
| 1871 | 20        |
| 1885 | 21        |
| 1895 | 19        |
| 1905 | 23        |

Quelle:

## Religion
Die evangelischen Christen aus Groß Kapermoor gehörten zur Kirchengemeinde Bömenzien, die früher zur Pfarrei Bömenzien bei Groß Wanzer in der Altmark gehörte.